# (500163) 2012 FS
(500163) 2012 FS es un asteroide perteneciente al cinturón de asteroides, descubierto el 18 de noviembre de 2007 por el equipo del Mount Lemmon Survey desde el Observatorio del Monte Lemmon, Arizona, Estados Unidos.

## Designación y nombre
Designado provisionalmente como 2012 FS.

## Características orbitales
2012 FS está situado a una distancia media del Sol de 2,307 ua, pudiendo alejarse hasta 2,672 ua y acercarse hasta 1,943 ua. Su excentricidad es 0,158 y la inclinación orbital 4,860 grados. Emplea 1280,56 días en completar una órbita alrededor del Sol.

## Características físicas
La magnitud absoluta de 2012 FS es 18,2.